# Ruairi McConville
Ruairi McConville (Belfast, 1º maggio 2005) è un calciatore nordirlandese, difensore del Norwich City e della nazionale nordirlandese.

## Carriera

### Club

#### Linfield e Brighton
McConville è cresciuto nel settore giovanile del Brighton, che lo ha prelevato nel 2021 dal Linfield.
Dopo avere militato nelle giovanili dei Seagulls, l'11 gennaio 2025 esordisce con la prima squadra nel successo esterno in FA Cup contro il Norwich City (0-4).

#### Norwich City
Il 3 febbraio 2025 viene acquistato dal Norwich City, con cui sigla un contratto di cinque anni e mezzo. Fa il suo esordio con i Canaries, oltreché in Championship, diciannove giorni dopo nel successo per 4-2 contro lo Stoke City.

### Nazionale
Ha giocato con le nazionali giovanili nordirlandesi Under-17, Under-19 ed Under-21.
Il 5 novembre del 2024 ha ricevuto la prima convocazione con la nazionale maggiore, con cui ha esordito dieci giorni dopo nell'incontro di UEFA Nations League vinto per 2-0 contro la Bielorussia.

## Statistiche

### Cronologia presenze e reti in nazionale
| Cronologia completa delle presenze e delle reti in nazionale ― Irlanda del Nord | Cronologia completa delle presenze e delle reti in nazionale ― Irlanda del Nord | Cronologia completa delle presenze e delle reti in nazionale ― Irlanda del Nord | Cronologia completa delle presenze e delle reti in nazionale ― Irlanda del Nord | Cronologia completa delle presenze e delle reti in nazionale ― Irlanda del Nord | Cronologia completa delle presenze e delle reti in nazionale ― Irlanda del Nord | Cronologia completa delle presenze e delle reti in nazionale ― Irlanda del Nord | Cronologia completa delle presenze e delle reti in nazionale ― Irlanda del Nord |
| Data                                                                            | Città                                                                           | In casa                                                                         | Risultato                                                                       | Ospiti                                                                          | Competizione                                                                    | Reti                                                                            | Note                                                                            |
| ------------------------------------------------------------------------------- | ------------------------------------------------------------------------------- | ------------------------------------------------------------------------------- | ------------------------------------------------------------------------------- | ------------------------------------------------------------------------------- | ------------------------------------------------------------------------------- | ------------------------------------------------------------------------------- | ------------------------------------------------------------------------------- |
| 15-11-2024                                                                      | Belfast                                                                         | Irlanda del Nord                                                                | 2 – 0                                                                           | Bielorussia                                                                     | UEFA Nations League 2024-2025 - 1º turno                                        | -                                                                               | 83’                                                                             |
| 18-11-2024                                                                      | Lussemburgo                                                                     | Lussemburgo                                                                     | 2 – 2                                                                           | Irlanda del Nord                                                                | UEFA Nations League 2024-2025 - 1º turno                                        | -                                                                               |                                                                                 |
| 25-3-2025                                                                       | Solna                                                                           | Svezia                                                                          | 5 – 1                                                                           | Irlanda del Nord                                                                | Amichevole                                                                      | -                                                                               |                                                                                 |
| 7-6-2025                                                                        | Copenaghen                                                                      | Danimarca                                                                       | 2 – 1                                                                           | Irlanda del Nord                                                                | Amichevole                                                                      | -                                                                               |                                                                                 |
| 10-6-2025                                                                       | Belfast                                                                         | Irlanda del Nord                                                                | 1 – 0                                                                           | Islanda                                                                         | Amichevole                                                                      | -                                                                               | 68’                                                                             |
| Totale                                                                          |                                                                                 | Presenze                                                                        | 5                                                                               |                                                                                 | Reti                                                                            | 0                                                                               |                                                                                 |